# Helir-Valdor Seeder
Helir-Valdor Seeder (ur. 7 września 1964 w Viljandi) – estoński ekonomista, samorządowiec i polityk, minister rolnictwa od 2007 do 2014, w latach 2017–2023 przewodniczący partii Isamaa.

## Życiorys
Po ukończeniu w 1990 studiów ekonomicznych w Estońskiej Akademii Rolniczej rozpoczął pracę jako nauczyciel w technikum w Vana-Võidu. Rok później został doradcą ds. ekonomicznych w lokalnej administracji w Viljandi. W 1992 objął funkcję wiceburmistrza, a następnie burmistrza Viljandi. W latach 1993–2003 pełnił funkcję gubernatora prowincji Viljandimaa.
Od 1995 należał do Związku Ojczyźnianego, z ramienia którego w 2003 został wybrany do Riigikogu X kadencji. W 2006 dołączył do partii Związek Ojczyźniany i Res Publica.
Po wyborach w 2007, w których uzyskał reelekcję, objął funkcję ministra rolnictwa w rządzie Andrusa Ansipa. W 2011 również wybrany do parlamentu, pozostał także na dotychczasowym urzędzie w trzecim gabinecie Andrusa Ansipa (do 2014). W 2015, 2019 i 2023 utrzymywał mandat poselski na kolejne kadencje.
W maju 2017 zastąpił Margusa Tsahknę na stanowisku przewodniczącego swojego ugrupowania, które pod jego przywództwem w czerwcu 2018 przyjęło nową nazwę. Partią tą kierował do 2023.

## Odznaczenia
- Order Gwiazdy Białej III klasy (2001)[7]
- Medal Rady Bałtyckiej (2007)[8]